# Лорейн Хийт
Лорейн Хийт (на английски: Lorraine Heath) е плодовита британско-американска писателка на произведения в жанра исторически любовен роман. Пише и под псевдонимите Рейчъл Хоторн (Rachel Hawthorne) за съвременен и паранормален любовен роман, Джейд Паркър (Jade Parker) за юношески любовен роман, и съвместно със сина си Ян Новаски като Дж. А. Лондон (J. A. London) за фентъзи.

## Биография и творчество
Лорейн Хийт е родена на 14 януари 1954 г. в Уотфорд, Хартфордшър, Англия. Майка ѝ, Лили Гърни, е англичанка, печелила второ място в конкурс за красота, а баща ѝ, Къртис Хийт, е тексасец, служил във военновъздушните сили на САЩ в Англия. Скоро след след раждането ѝ семейството се премества в Ангълтън, Тексас, където тя отраства.
Получава през 1976 г. бакалавърска степен по психология в Тексаския университет и живее в Остин, Тексас в продължение на шестнадесет години, преди да се премести в Плейноу през 1987 г. След дипломирането си пише ръководства за обучение и компютърен код за данъчните служби, комюникета за журналисти и статии. Запалва се по романтичната литература и сама започва да пише.
Първият ѝ роман „Sweet Lullaby“ (Сладка приспивна песен) е издаден през 1994 г.
Оттогава е авторка на над 60 исторически и съвременни любовни романа за възрастни и исторически любовни романа за юноши. Творбите ѝ са характерни със своите „дълбоко емоционални романтични връзки“ и „ловки характери, внимание към историческите детайли и владеене на малките моменти“. Заради двойното ѝ гражданство обича всичко британско и тексаско, а сюжетите на романите ѝ включват романтични срещи на британски аристократи, изправени пред живота в Дивия Запад, или, обратно, на американци в чужбина по времето на кралица Виктория.
Нейни произведенията попадат в списъците на бестселърите на „Ню Йорк Таймс“ „Waldenbooks“ и „USA Today“. Романът ѝ „Always to Remember“ (Винаги да се помни) е удостоен с престижната награда „РИТА“ на Американската асоциация на писателите на любовни романи. Удостоена е с награда за цялостно творчество от списание „Romantic Times“ през 2016 г., пет златни литературни награди от Тексас, наградата „Golden Quill“ (2014) и „Ема Мерит“ (2015), както и други награди.
Лорейн Хийт живее със семейството си в Плейноу.

## Произведения

### Като Лорейн Хийт
частична библиография

#### Самостоятелни романи
- Sweet Lullaby (1994)
- Parting Gifts (1994)
- Always to Remember (1996) – награда „РИТА“
- Samantha and the Cowboy (2002)
- Amelia and the Outlaw (2002)

#### Серия „Тексас“ (Texas)
1. Texas Destiny (1997)
2. Texas Glory (1998)
3. Texas Splendor (1998)

#### Серия „Измамници в Тексас“ (Rogues in Texas)
1. A Rogue in Texas (1999)
2. Never Love a Cowboy (2000)
3. Never Marry a Cowboy (2001)

#### Серия „Дъщери на съдбата“ (Daughters of Fortune)
1. The Outlaw and the Lady (2001)
2. To Marry an Heiress (2002)
3. Love with a Scandalous Lord (2003)
4. An Invitation to Seduction (2004)

#### Серия „Измамници и рози“ (Rogues and Roses)
1. A Duke of Her Own (2006)
2. Just Wicked Enough (2007)

#### Серия „Мошенници от Сейнт Джеймс“ (Scoundrels of St. James)
1. In Bed With the Devil (2008)
В леглото на дявола, изд.: „Егмонт България“, София (20115), прев. Ирина Ценкова
2. Between the Devil and Desire (2008)
Между дявола и желанието, изд.: „Егмонт България“, София (20115), прев. Ирина Ценкова
3. Surrender to the Devil (2009)
4. Midnight Pleasures with a Scoundrel (2009)
5. The Last Wicked Scoundrel (2014)

#### Серия „Скандални джентълмени от Сейнт Джеймс“ (Scandalous Gentlemen of St. James)
1. When the Duke Was Wicked (2014)
2. Once More, My Darling Rogue (2014) – награда на списание „Romantic Times“
3. The Duke and the Lady in Red (2015)
4. An Affair with a Notorious Heiress (2017)

#### Серия „Хелиони от Хавишам“ (Hellions of Havisham)
1. Falling Into Bed With a Duke (2015)
2. The Earl Takes All (2016)
3. The Viscount and The Vixen (2016)

#### Серия „Грехове за всички сезони“ (Sins for All Seasons)
1. Beyond Scandal and Desire (2018)
2. When a Duke Loves a Woman (2018)
3. The Scoundrel in Her Bed (2019)
4. The Duchess in His Bed (2019)
5. The Earl Takes a Fancy (2020)
6. Beauty Tempts the Beast (2020)

#### Участие в общи серии с други писатели

##### Серия „Синове и дъщери“ (Sons and Daughters)
1. The Ladies' Man (1995)

от серията има още 5 романа от различни автори

#### Новели
- The Gunslinger (2014)
- The Reluctant Hero (2015)

### Като Рейчъл Хоторн

#### Самостоятелни романи
- Caribbean Cruising (2004)
- Island Girls (and Boys) (2005)
- Love on the Lifts (2005)
- Thrill Ride (2006)
- The Boyfriend League (2007)
- Snowed In (2007)
- Labor of Love (2008)
- Suite Dreams (2008)
- The Boyfriend Project (2015)
- Trouble from the Start (2015)

#### Серия „Тъмният пазител“ (Dark Guardian)
1. Moonlight (2009)
2. Full Moon (2009)
3. Dark of the Moon (2009)
4. Shadow of the Moon (2010)

### Като Джейд Паркър

#### Самостоятелни романи
- To Catch a Pirate (2007)

#### Серия „Привличане на вниманието“ (Making a Splash)
1. Robyn (2008)
2. Caitlin (2008)
3. Whitney (2008)

### Като Дж. А. Лондон

#### Серия „Мрак преди зазоряване“ (Darkness Before Dawn)
1. Darkness Before Dawn (2012)
2. Blood-Kissed Sky (2012)
3. After Daybreak (2013)